# Åen
Åen er en dansk naturfilm fra 1963 instrueret af Tue Ritzau efter eget manuskript.

## Handling
En skildring af dyre- og plantelivet langs en å fra udspring til udløb.